# لارکین سیپل
لارکین سیپل (انگلیسی: Larkin Seiple) (زادهٔ ۱۹۸۵) یک فیلم‌بردار آمریکایی است. او با جان واتس در فیلم‌های ماشین پلیس (۲۰۱۵) و گرگ‌ها (۲۰۲۴) و با دو کارگردان دنیل‌ها در مرد ارتشی سوئیسی (۲۰۱۶) و همه‌چیز همه‌جا به یکباره (۲۰۲۲) کار کرد.

## زندگی‌نامه
سیپل در سیاتل، واشینگتن بزرگ شد، دبیرستان را در آکادمی هنر و علوم سیاتل گذراند و بعداً به کالج امرسون رفت.

## جوایز
سیپل در سال ۲۰۱۵ جوایز موسیقی ویدئوی ام‌تی‌وی را برای بهترین فیلمبرداری برای «هرگز مرا نگیر» ساخته فلایینگ نیلوفر آبی برنده شد.

## فیلم‌شناسی

#### گزیده آثار فیلم‌برداری در سینما
- ماشین پلیس (۲۰۱۵)
- برای این خون بریز (۲۰۱۶)
- مرد ارتشی سوئیسی (۲۰۱۶)
- دیگر در این دنیا احساس در خانه بودن نمی‌کنم (۲۰۱۷)
- کین (۲۰۱۸)
- لوس (۲۰۱۹)
- همه‌چیز همه‌جا به یکباره (۲۰۲۲)
- به لزلی (۲۰۲۲)
- گرگ‌ها (۲۰۲۴)
- سلاح‌ها (۲۰۲۶)